# Puccinia fragosoi
Puccinia fragosoi ist eine Ständerpilzart aus der Ordnung der Rostpilze (Pucciniales). Der Pilz ist ein Endoparasit von Lauche und Schillergräser. Symptome des Befalls durch die Art sind gelbe Rostflecken und Pusteln auf den Blattoberflächen der Wirtspflanzen. Das Verbreitungsgebiet umfasst weite Teile Europas.

## Merkmale

### Makroskopische Merkmale
Puccinia fragosoi ist mit bloßem Auge nur anhand der auf der Oberfläche des Wirtes hervortretenden Sporenlagern zu erkennen. Sie wachsen in Nestern, die als gelbliche bis braune Flecken und Pusteln auf den Blattoberflächen erscheinen.

### Mikroskopische Merkmale
Das Myzel von Puccinia fragosoi wächst wie bei allen Puccinia-Arten interzellulär und bildet Saugfäden, die in das Speichergewebe des Wirtes wachsen. Ihre Pyknien sind honigfarben bis braunrötlich und wachsen auf beiden Blattseiten. Die Aecien sind klein, becherförmig und orange. Sie besitzen eckige Aecidiosporen von 22–30 × 18–20 µm, die hyalin und fein warzig sind. Die Uredien wachsen meist blattoberseitig und sind gelbbraun. Ihre Uredosporen sind erst kugelig, später ei- oder birnenförmig, 19–34 × 19–34 µm groß und warzig. Die blattunterseitig wachsenden Telien der Art sind ellipsoid bis länglich und schwarz. Die Teleutosporen sind ein- bis zweizellig, länglich bis keulenförmig und 30–75 × 13–22 µm groß. Sie sind braun, ihre Stiele sind 10–20 µm lang und gelbbraun.

## Verbreitung
Puccinia fragosoi besitzt ein Verbreitungsgebiet, das sich über weite Teile Europas erstreckt.

## Ökologie
Die Wirtspflanzen von Puccinia fragosoi sind als Haplont Lauche (Allium spp.) sowie Schillergräser (Koeleria spp.) für den Dikaryonten. Der Pilz ernährt sich von den im Speichergewebe der Pflanzen vorhandenen Nährstoffen, seine Sporenlager brechen später durch die Blattoberfläche und setzen Sporen frei. Die Art verfügt über einen Entwicklungszyklus mit Pyknien, Uredien, Telien und Aecidien.